# Csepel-Ófalu
Pour les articles homonymes, voir Csepel.
Csepel-Ófalu est un quartier situé dans le 21e arrondissement de Budapest. 